# Nanotecnologia do DNA

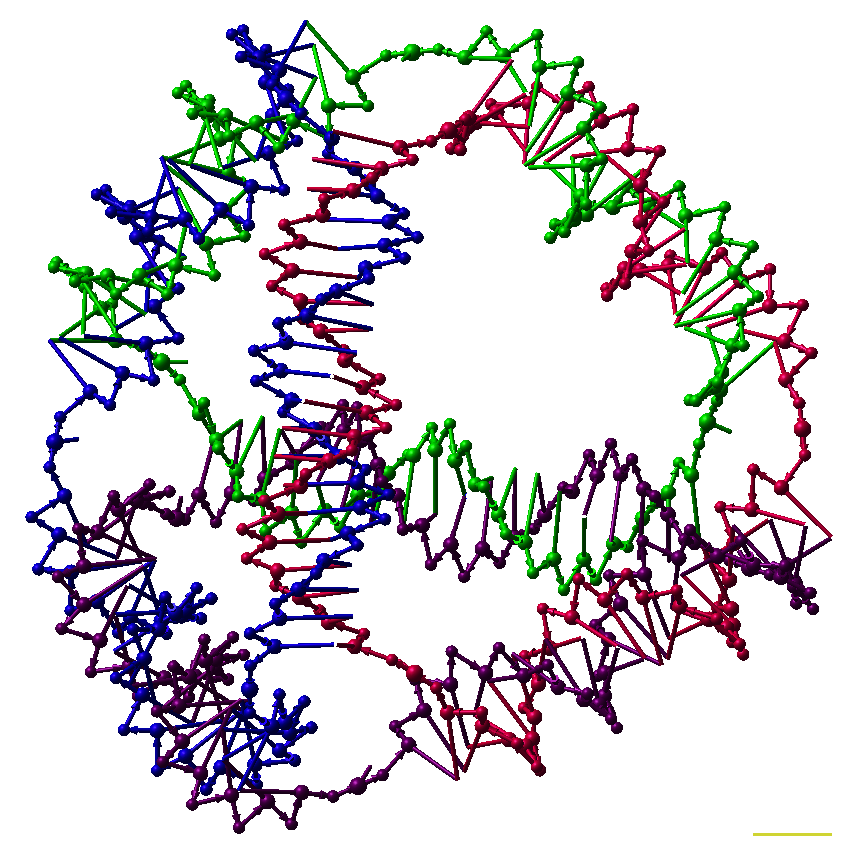
A nanotecnologia de DNA envolve a formação de nanoestruturas artificiais projetadas a partir de ácidos nucleicos, como esse tetraedro de DNA. Cada extremidade do tetraedro é uma hélice dupla de DNA de 20 pares de bases e cada vértice é uma junção de três braços. As 4 cadeias de DNA que formam as 4 faces tetraédricas são codificadas por cores.

A nanotecnologia do DNA é o design e fabricação de estruturas artificiais de ácidos nucleicos para usos tecnológicos. Nesse campo, os ácidos nucleicos são usados como materiais de engenharia não biológicos para a nanotecnologia, e não como portadores de informações genéticas nas células vivas. Pesquisadores da área criaram estruturas cristalinas estáticas, como redes bidimensionais e tridimensionais, nanotubos, poliedros e formas arbitrárias, além de dispositivos funcionais, como máquinas moleculares e computadores de DNA.

## Conceitos fundamentais
O campo está começando a ser usado como uma ferramenta para resolver problemas científicos básicos em biologia estrutural e biofísica, incluindo aplicações em cristalografia de raios X e ressonância magnética nuclear de proteínas para determinar estruturas. Aplicações potenciais em eletrônica de escala molecular e nanomedicina também estão sendo investigadas. A base conceitual para a nanotecnologia do DNA foi apresentada pela primeira vez por Nadrian Seeman no início dos anos 80, e o campo começou a atrair interesse generalizado em meados dos anos 2000. Esse uso de ácidos nucleicos é permitido por suas regras estritas de emparelhamento de bases, que fazem com que apenas porções de fios com sequências de bases complementares se unam para formar estruturas rígidas e fortes de hélice dupla. Isso permite o design racional de sequências de bases que serão reunidas seletivamente para formar estruturas alvo complexas com recursos em nanoescala controlados com precisão. Vários métodos de montagem são usados para fazer essas estruturas, incluindo estruturas baseadas em ladrilhos que se montam a partir de estruturas menores, estruturas dobráveis usando o método DNA Origami e estruturas reconfiguráveis dinamicamente usando métodos de deslocamento de fios. O nome do campo faz referência específica ao DNA, mas os mesmos princípios também foram usados com outros tipos de ácidos nucléicos, levando ao uso ocasional do nome alternativo nanotecnologia dos ácidos nucleicos.

## Leituras futuras
Geral:
- Seeman, Nadrian C. (junho de 2004). «Nanotechnology and the double helix». Scientific American. 290 (6): 64–75. Bibcode:2004SciAm.290f..64S. PMID 15195395. doi:10.1038/scientificamerican0604-64 — Artigo escrito para leigos pelo fundador do campo
- Seeman, Nadrian C. (9 de junho de 2010). «Structural DNA nanotechnology: growing along with Nano Letters». Nano Letters. 10 (6): 1971–1978. Bibcode:2010NanoL..10.1971S. PMC 2901229. PMID 20486672. doi:10.1021/nl101262u — Uma revisão dos resultados no período 2001–2010
- Seeman, Nadrian C. (2010). «Nanomaterials based on DNA». Annual Review of Biochemistry. 79: 65–87. PMC 3454582. PMID 20222824. doi:10.1146/annurev-biochem-060308-102244 — Uma revisão mais abrangente, incluindo resultados antigos e novos em campo
- Service, Robert F. (3 de junho de 2011). «DNA nanotechnology grows up». Science. 332 (6034): 1140–1143. PMID 21636754. doi:10.1126/science.332.6034.1140 and Service, R. F. (2011). «Next Step: DNA Robots?». Science. 332 (6034). 1142 páginas. PMID 21636755. doi:10.1126/science.332.6034.1142. — Um artigo focado na história do campo e no desenvolvimento de novas aplicações
- Zadegan, Reza M.; Norton, Michael L. (junho de 2012). «Structural DNA Nanotechnology: From Design to Applications». Int. J. Mol. Sci. 13 (6): 7149–7162. PMC 3397516. PMID 22837684. doi:10.3390/ijms13067149 — Uma revisão abrangente e muito recente do campo

Subcampos específicos:
- Bath, Jonathan; Turberfield, Andrew J. (5 de maio de 2007). «DNA nanomachines». Nature Nanotechnology. 2 (5): 275–284. Bibcode:2007NatNa...2..275B. PMID 18654284. doi:10.1038/nnano.2007.104 — Uma revisão de dispositivos nanomecânicos de ácido nucleico
- Feldkamp, Udo; Niemeyer, Christof M. (13 de março de 2006). «Rational design of DNA nanoarchitectures». Angewandte Chemie International Edition. 45 (12): 1856–76. PMID 16470892. doi:10.1002/anie.200502358 — Uma revisão vinda do ponto de vista do design da estrutura secundária
- Lin, Chenxiang; Liu, Yan; Rinker, Sherri; Yan, Hao (11 de agosto de 2006). «DNA tile based self-assembly: building complex nanoarchitectures». ChemPhysChem. 7 (8): 1641–1647. PMID 16832805. doi:10.1002/cphc.200600260 — Uma minireview focada especificamente na montagem baseada em blocos
- Zhang, David Yu; Seelig, Georg (fevereiro de 2011). «Dynamic DNA nanotechnology using strand-displacement reactions». Nature Chemistry. 3 (2): 103–113. Bibcode:2011NatCh...3..103Z. PMID 21258382. doi:10.1038/nchem.957 — Uma revisão de sistemas de DNA que utilizam mecanismos de deslocamento de fita